# Lachnaia
Lachnaia is een geslacht van kevers uit de familie bladkevers (Chrysomelidae).
De wetenschappelijke naam van het geslacht werd in 1837 gepubliceerd door Louis Alexandre Auguste Chevrolat.

## Soorten
- Lachnaia africana Medvedev, 1993
- Lachnaia caprai Grasso, 1958
- Lachnaia cylindrica Lacordaire, 1848
- Lachnaia hirta Fabricius, 1801
- Lachnaia italica Weise, 1881
- Lachnaia orientalis Weise, 1881
- Lachnaia padillai Tomov, 1982
- Lachnaia paradoxa G.A. Olivier, 1808
- Lachnaia pseudobarathraea K. Daniel & J. Daniel, 1898
- Lachnaia pubescens Dufour, 1820
- Lachnaia puncticollis Chevrolat, 1840
- Lachnaia sexpunctata Scopoli, 1763
- Lachnaia tristigma Lacordaire, 1848
- Lachnaia variolosa Linnaeus, 1767
- Lachnaia vicina Lacordaire, 1848
- Lachnaia zoiai Regalin, 1997